# おやまだみむ
おやまだ みむは、日本の漫画家。
2021年6月現在はマッグガーデンのウェブコミックサイト『MAGCOMI』（マッグガーデン）にて、『ベタ惚れの婚約者が悪役令嬢にされそうなので。』を連載している。

## 作品リスト

### 連載
- 山中鹿介物語 -尼子再興記-（『ガンガン戦-IXA-』2009年冬の陣、『ガンガンONLINE』2010年6月17日 - 2010年10月14日）
- おえどかしばな（『Beat's』〈不明〉 - 2015年11月25日）
- ばけもの茶処いらっしゃいませ。（『MAGCOMI』2017年6月15日 - 2018年2月15日）
- 腐ってもアニ。（『MAGCOMI』2019年4月15日 - 12月15日）
- ベタ惚れの婚約者が悪役令嬢にされそうなので。（原作：杓子ねこ、『MAGCOMI』2021年1月15日[1] - 連載中）

### 読み切り
- 両兵衛（『ガンガンONLINE』2009年6月18日） - 第一回戦国アンソロジー大賞武将部門準大賞。『戦国アンソロジー』に収録。

### 書籍
- 『山中鹿介物語 -尼子再興記-』、スクウェア・エニックス〈ガンガンコミックスIXA〉2010年、全1巻
- 『おえどかしばな』、マッグガーデン〈マッグガーデンコミック Beat'sシリーズ〉2015年 - 2016年、全2巻
- 『ばけもの茶処いらっしゃいませ。』マッグガーデン〈マッグガーデンコミック Beat'sシリーズ〉、2018年5月14日発売[2]、ISBN 978-4-8000-0776-6
- 『腐ってもアニ。』マッグガーデン〈マッグガーデンコミックス avarusシリーズ〉、2020年3月14日発売[3][4]、ISBN 978-4-8000-0954-8
- 『ベタ惚れの婚約者が悪役令嬢にされそうなので。』、原作：杓子ねこ、マッグガーデン〈マッグガーデンコミック avarusシリーズ〉2021年 - 、既刊8巻（2025年7月15日現在）